# Jean-Baptiste Meunier (Künstler, 1786)

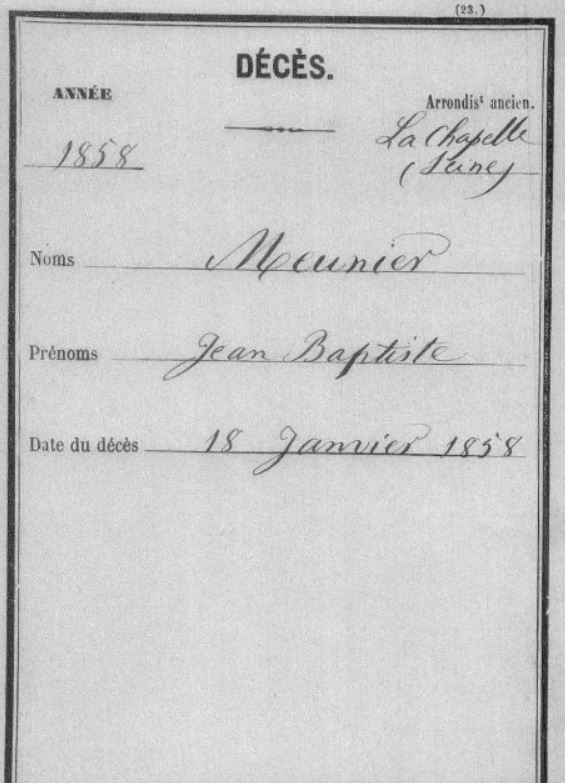
Eintrag des Todes von Jean-Baptiste Meunier rekonstruiert (Archives de Paris)

Jean-Baptiste Meunier (* 26. Juli 1786 in Orléans; † 2. April 1858 in Paris im Altenheim Sainte-Périne) war ein französischer naturwissenschaftlicher Illustrator.

## Leben und Wirken
Meunier war Schüler von Jean-Baptiste Regnault. Im Jahr 1840 wurde er mit der Medaille 3. Klasse ausgezeichnet. Im Jahr 1823 wurde er am Muséum national d’histoire naturelle (MNHN) als naturhistorischer Maler angestellt. Für das Museum fertigte er viele Muster auf Velinpapier an. Bis ans Ende seiner Karriere am 19. Februar 1855 diente er dem Kupferstichkabinett der königlichen Bibliothek.
Für Guillaume-Antoine Olivier illustrierte Meunier, René Louiche Desfontaines, Johann Friedrich Leberecht Reinhold und Jean Baptiste Audebert in Entomologie, ou Histoire Naturelles des Insectes viele Insekten. Als Marin Grostête de Tigny (1736–1799) aus Orléans verstarb, war es seine Frau, die das Histoire naturelle des insectes weiter führte. Zum Gelingen der zehn Bände steuerten die Illustratoren Jacques Barraband, Henri Desève und Meunier die Tafeln bei. Seine Werke finden sich auch in Adolphe Théodore Brongniarts Histoire des végétaux fossiles, ou, Recherches botaniques et géologiques sur les végétaux renfermés dans les diverses couches du globe, in Jean-Guillaume Audinet-Servilles Faune française, ou Histoire naturelle oder in Alexandre Brongniarts und Anselme Gaëtan Desmarests Histoire naturelle des crustacés fossiles. Im von Jean Vincent Félix Lamouroux begonnen und von Desmarest fortgesetzten mehrbändigen Werk Œuvres complètes de Buffon avec les descriptions anatomiques de Daubenton, son collaboration sind die Großzahl der Säugetier- und Humanabbildungen von Meunier. Im Dictionnaire universel d’histoire naturelle das von Charles Henry Dessalines d’Orbigny publiziert wurde, finden sich ebenfalls einige Tafeln von Meunier.
Als Joseph Fortuné Théodore Eydoux und Louis François Auguste Souleyet die zoologische Ausbeute von Auguste Nicolas Vaillant Voyage autour du monde exécute pendant les années 1836 et 1837 sur la corvette La Bonite bearbeiteten, trug Meunier neun der sechs Säugetiertafeln bei. Während Marc Athanase Parfait Œillet Des Murs, Florent Prévost, Alphonse Guichenot und Félix Édouard Guérin-Méneville den zoologischen Text zu Voyage en Abyssinie exécuté pendant les années 1839, 1840, 1841, 1842, 1843 von Charlemagne Théophile Lefebvre lieferten, waren Jean-Gabriel Prêtre, Paul Louis Oudart, Lucien Alphonse Prévost, Eulalie Bury (–1849) geb. de Bridieu, Guérin-Méneville und Meunier die Künstler, die Tafeln des Werks zuständig. Für Marie Jules César le Lorgne de Savigny (1777–1851) illustrierte er und viele andere Künstler einige naturhistorischen Tafeln für dessen Werk Description de l’Égypte ou recueil des observations et des recherches qui on été faites en l’Égypte pendant l‘expedition de l’armée francaise.
In den Jahren 1814, 1827, 1831, 1837, 1839 und 1849 stellte er im Salon de Paris aus. Damals wohnte er in der rue du Dragon, n. 34. Folgende Werke waren seine Ausstellungsstücke:
| Jahr | Nummer im Katalog | Titel                                                      |
| ---- | ----------------- | ---------------------------------------------------------- |
| 1814 | 898               | Un perroquet                                               |
| 1827 | 718               | Dessins d’histoire naturelle. peints su vélin, même numéro |
| 1831 | 1483              | Oiseau peint à l’aquarelle                                 |
| 1837 | 1317              | Oiseau peint à l’aquarelle                                 |
| 1837 | 1318              | Oiseau peint à l’aquarelle                                 |
| 1837 | 1319              | Oiseau peint à l’aquarelle                                 |
| 1839 | 1507              | Oiseau peint à l’aquarelle                                 |
| 1839 | 1508              | Oiseau peint à l’aquarelle                                 |
| 1840 | 1192              | Étude d’oiseau de proie; aquarelle                         |

## Galerie (Auswahl)

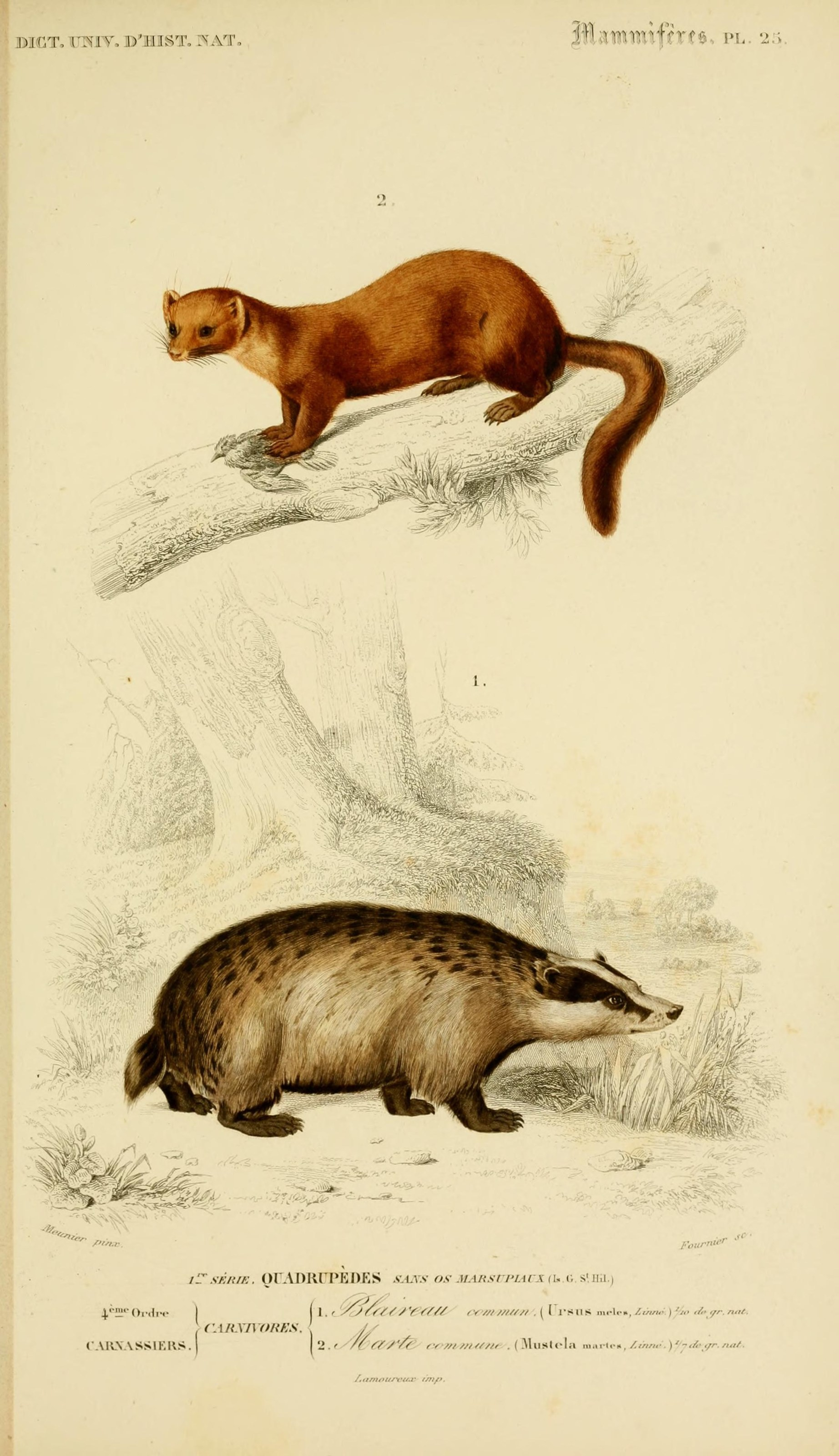
Baummarder und Dachs im Dictionnaire universel d'histoire naturelle illustriert von Meunier
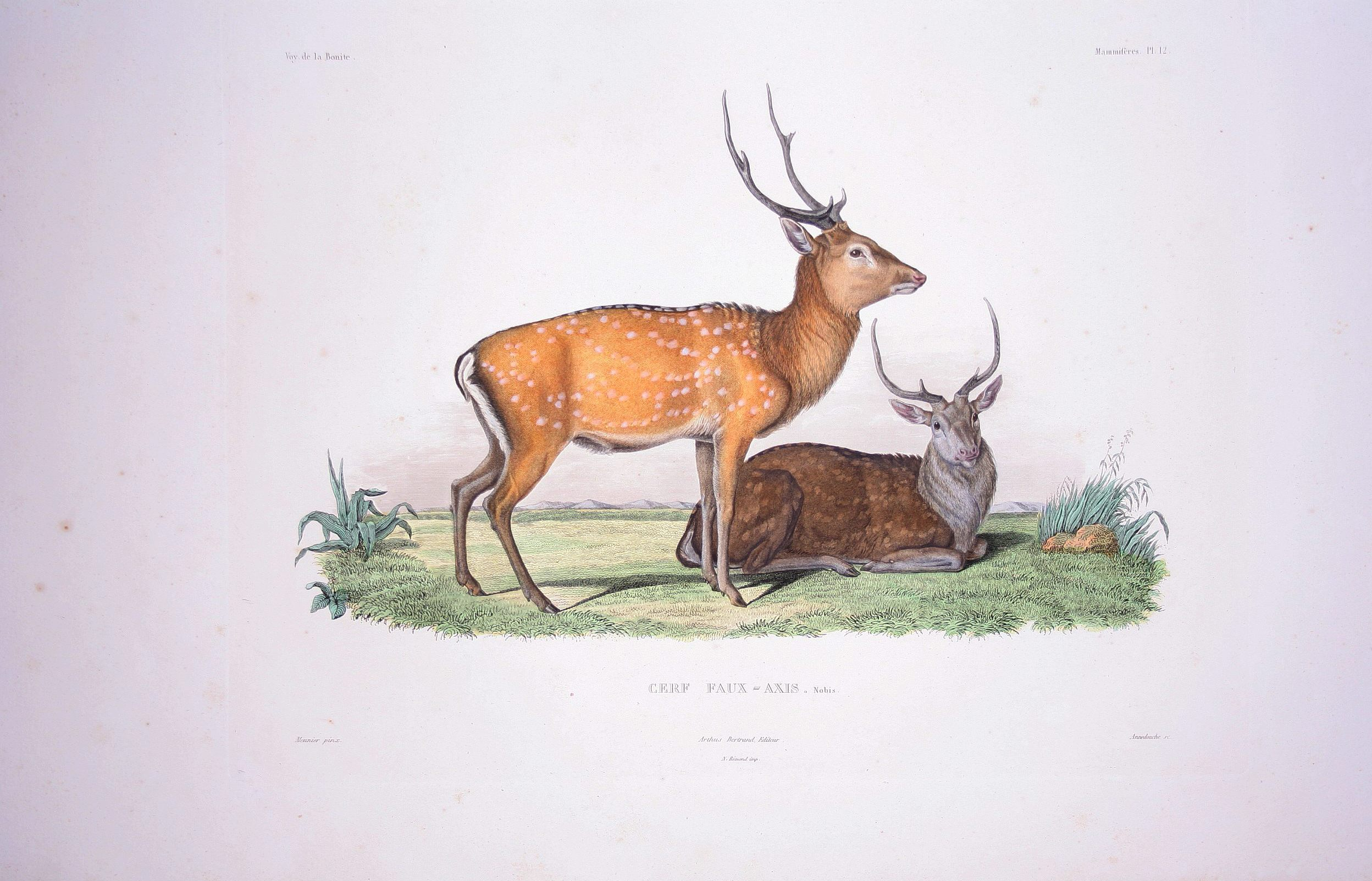
Cervus nippon pseudaxis in Voyage autour du Monde exécuté pendant les années 1836 et 1837 sur la Corvette La Bonite
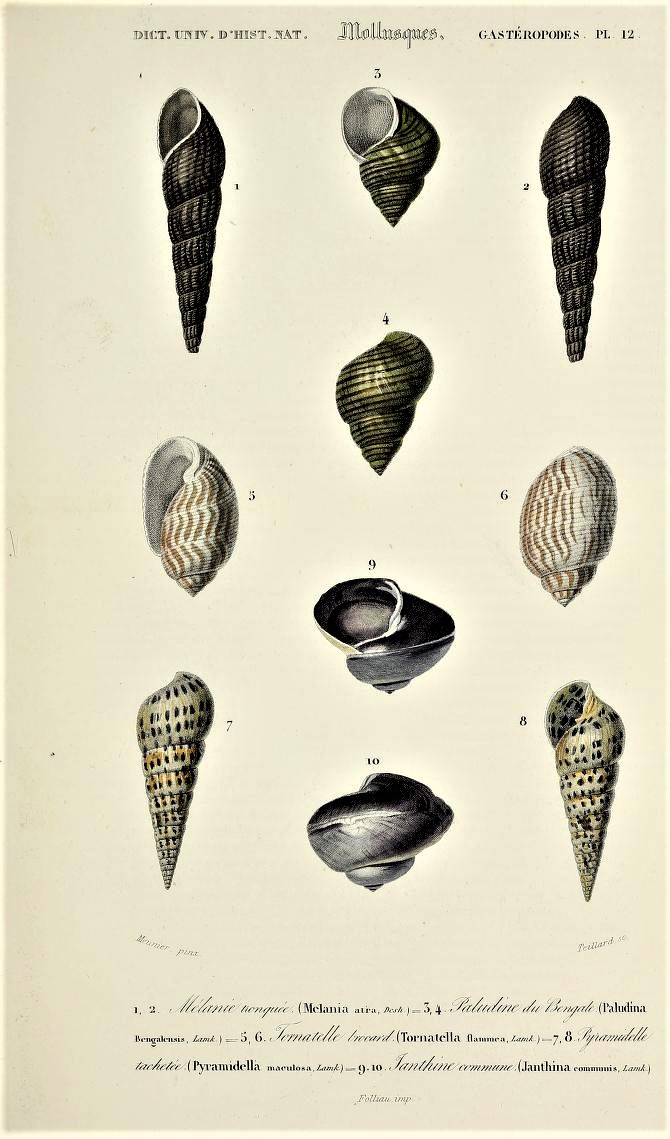
Muscheln im Dictionnaire universel d'histoire naturelle
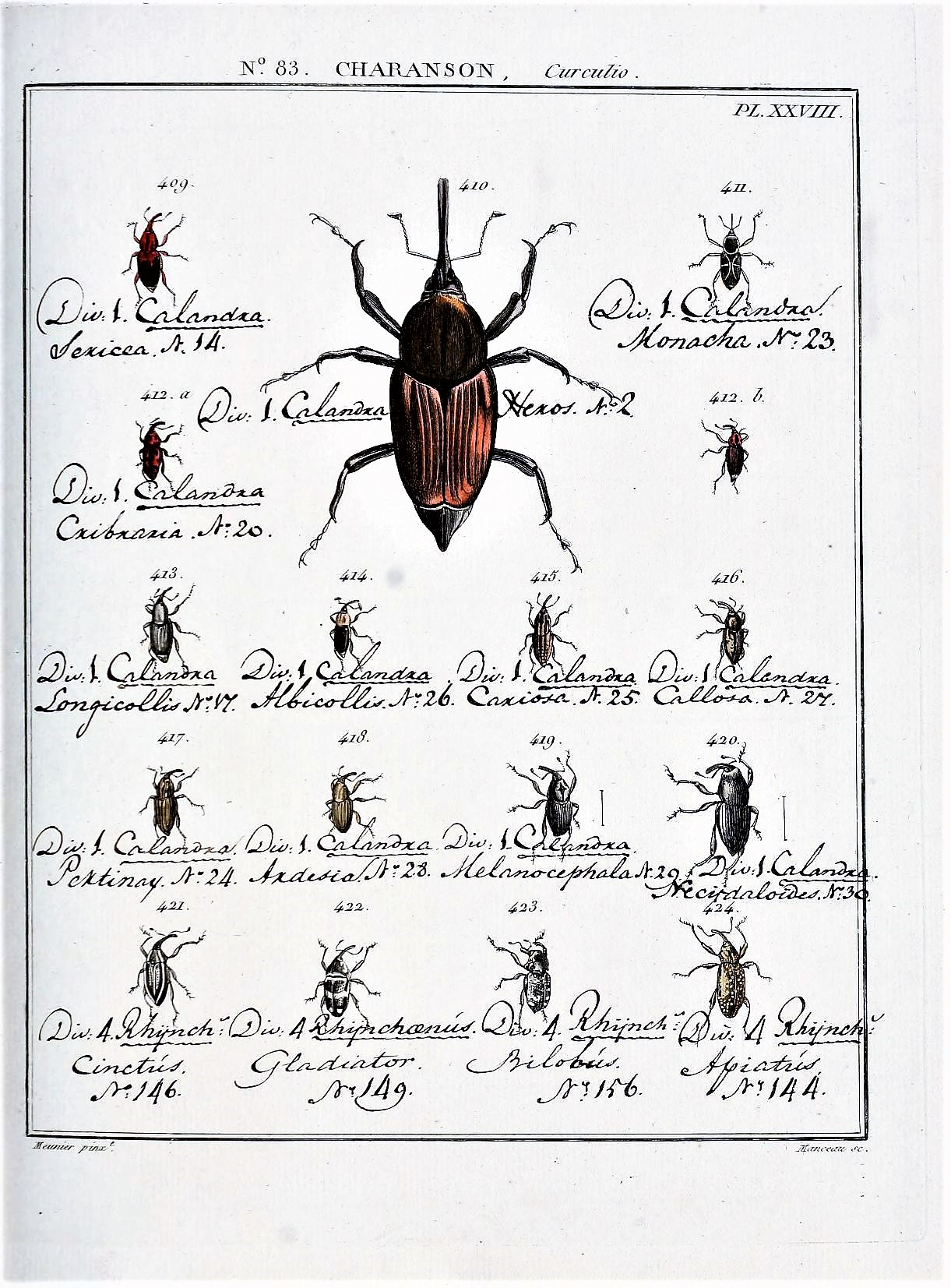
Käfer in Entomologie ou histoire naturelle des insectes
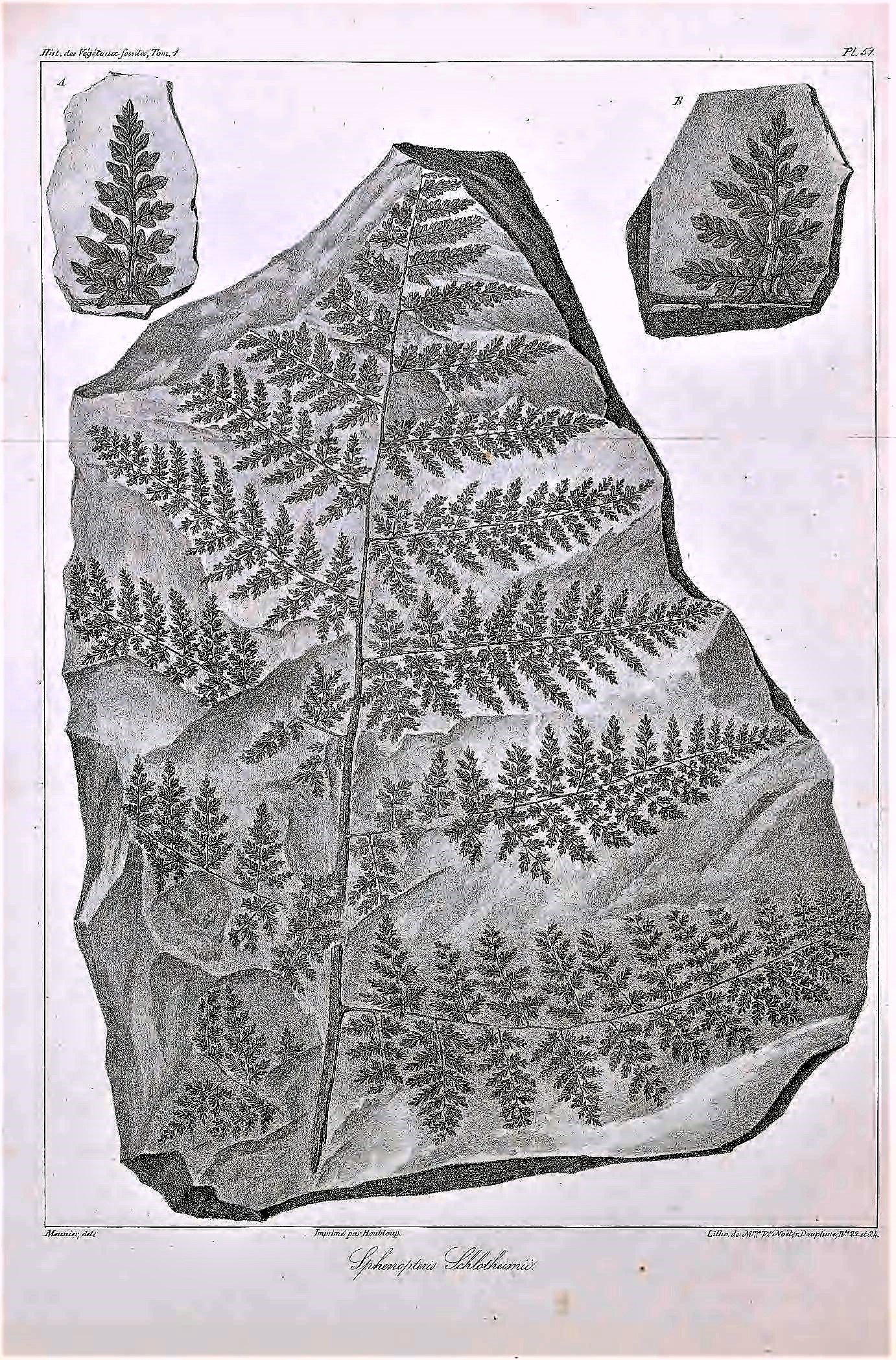
Pflanzenfossilien in Histoire des végétaux fossiles
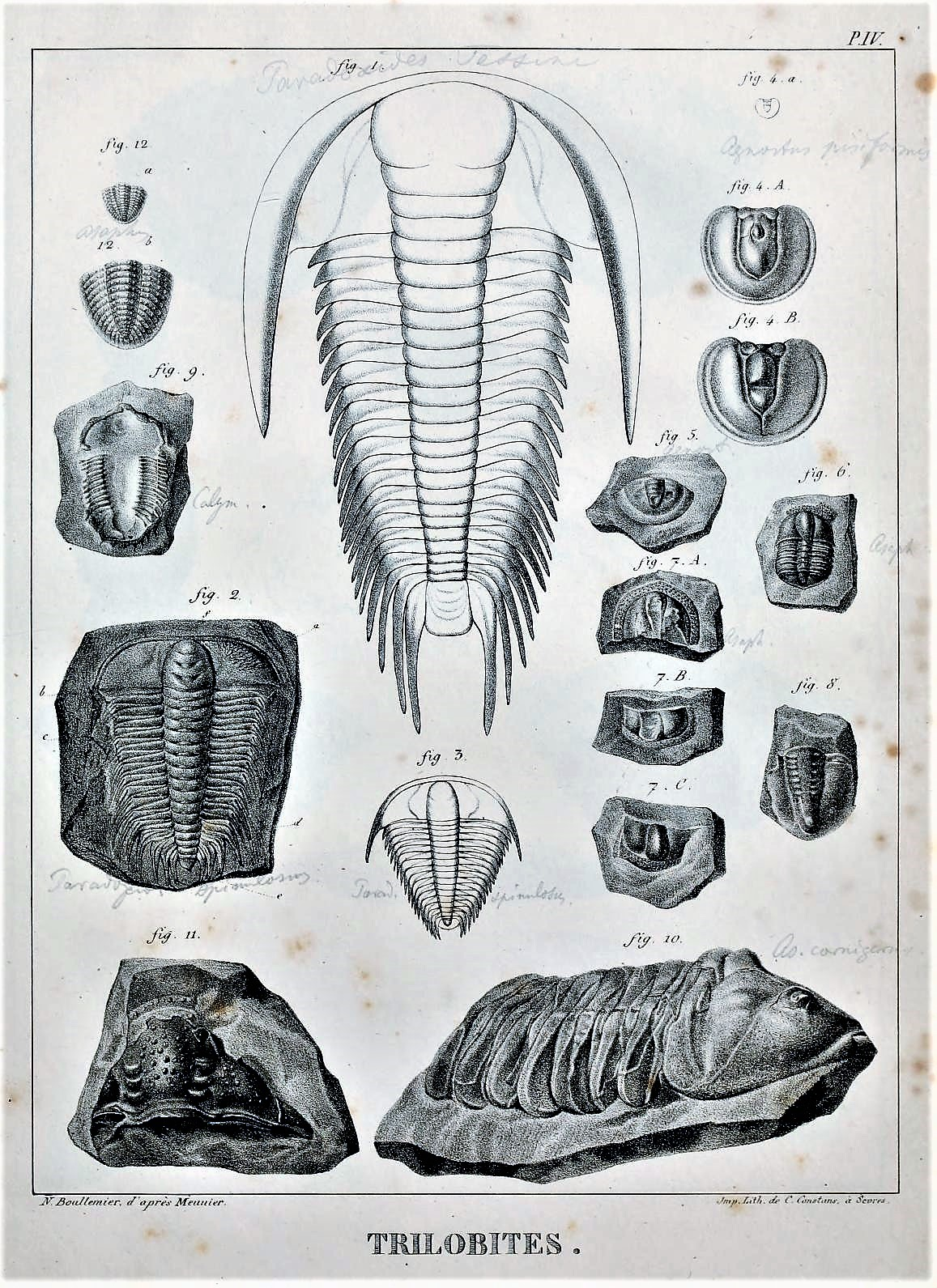
Trilobitenfossilien in Histoire naturelle des crustacés fossiles
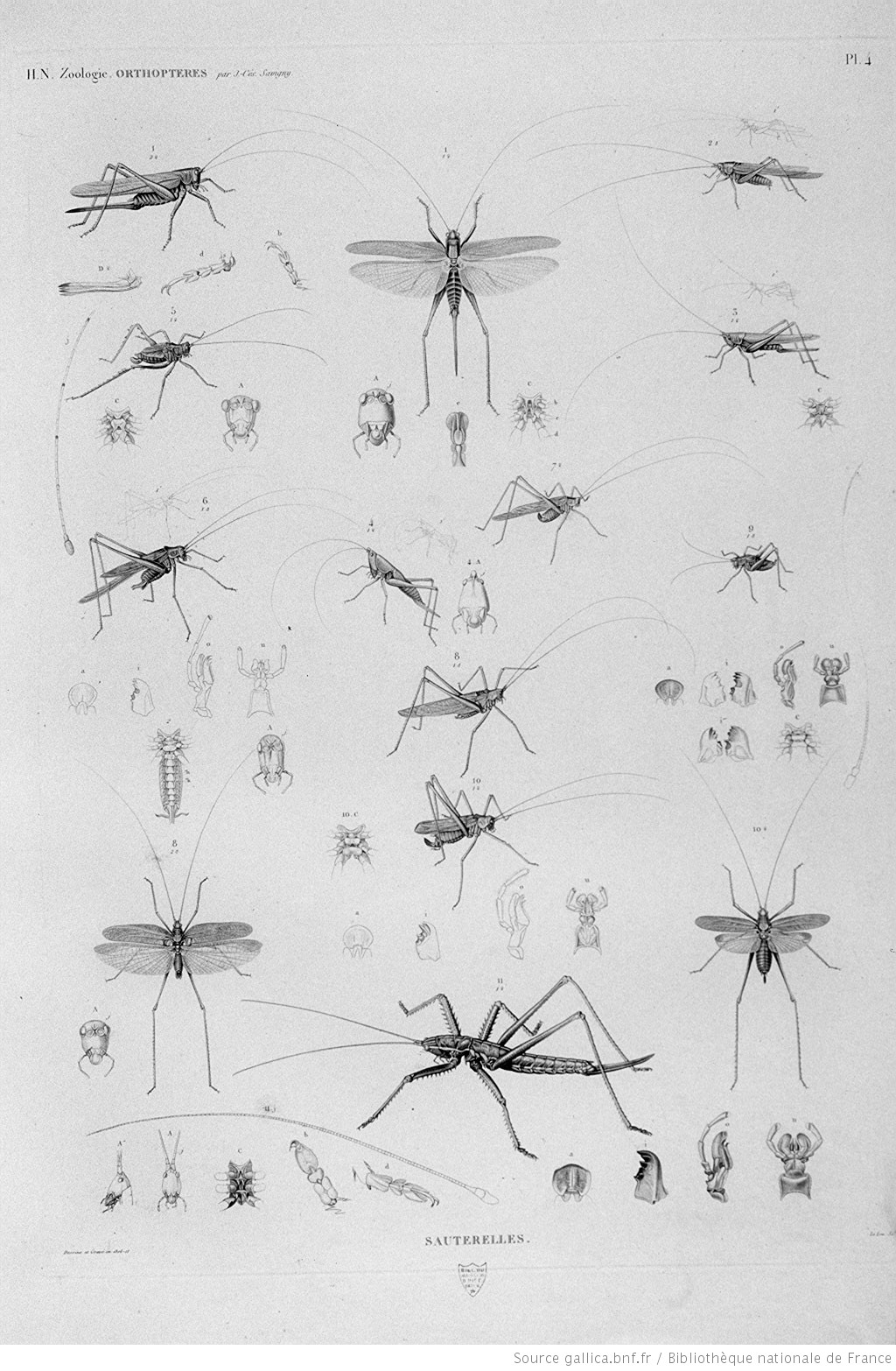
Heuschrecken in Description de l’Égypte ou recueil des observations et des recherches qui on été faites en l’Égypte pendant l’expedition de l’armée francaise
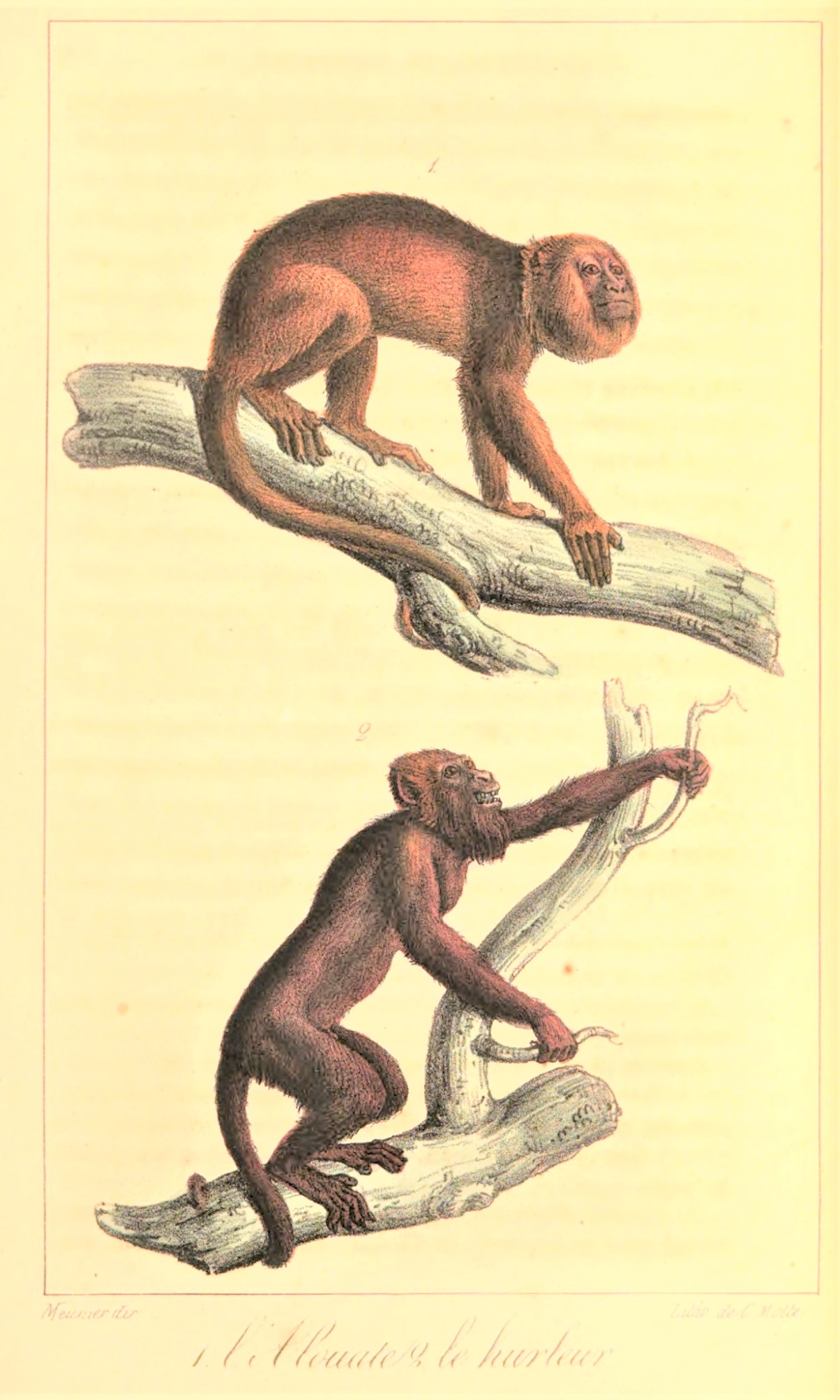
Brauner Brüllaffe und Roter Brüllaffe in Œuvres complètes de Buffon avec les descriptions anatomiques de Daubenton
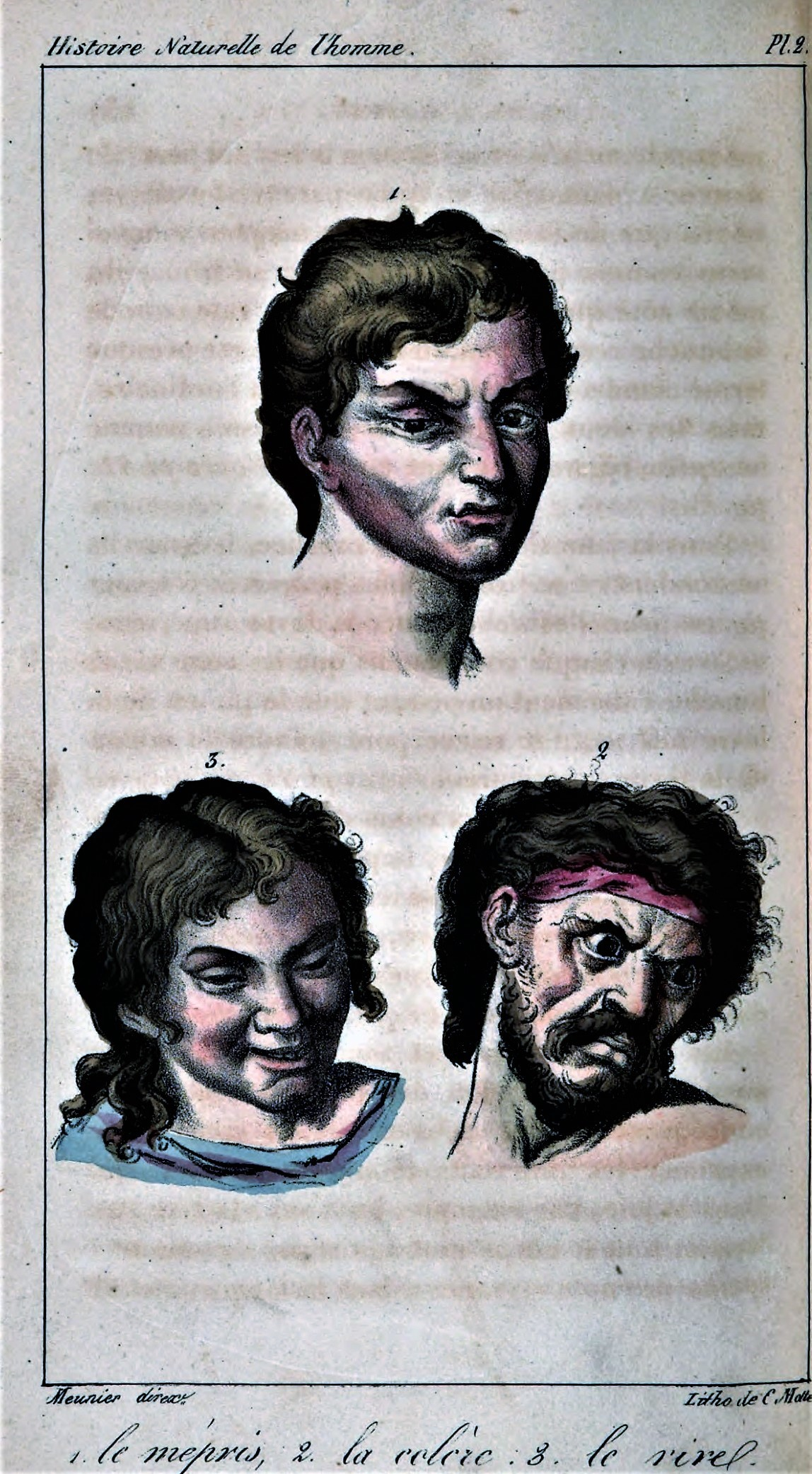
Menschliche Gesichtsausdrücke in Œuvres complètes de Buffon avec les descriptions anatomiques de Daubenton
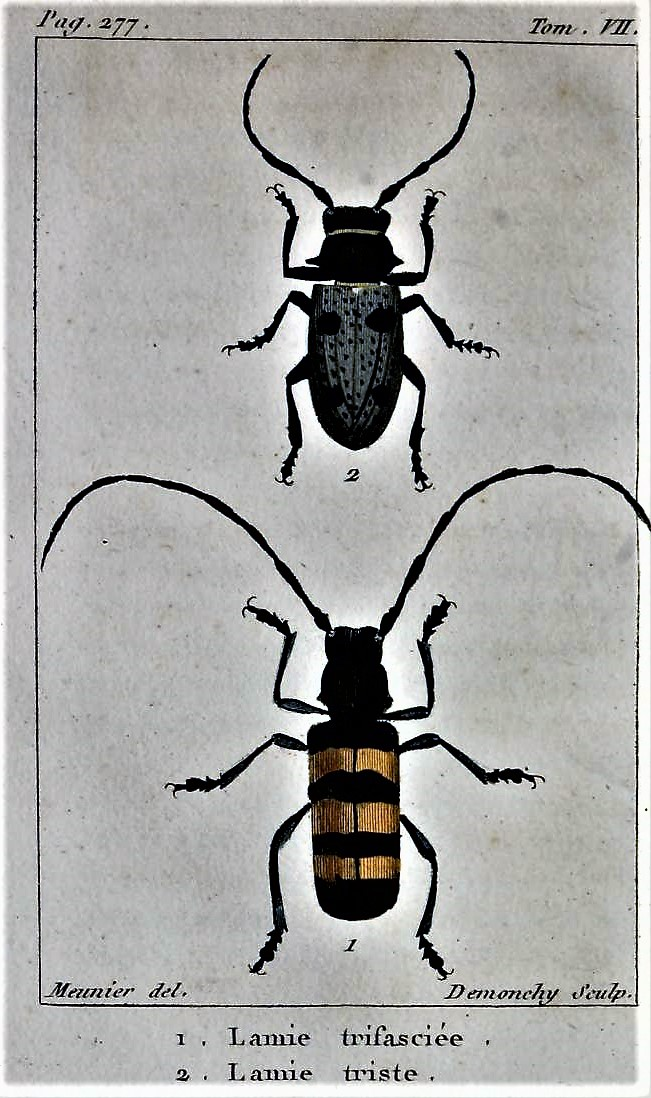
Herophila tristis und Analeptes trifasciata in Histoire naturelle des insectes, composée d’après Réamur, Geoffroy, Degeer, Roesel, Linnée, Fabricus
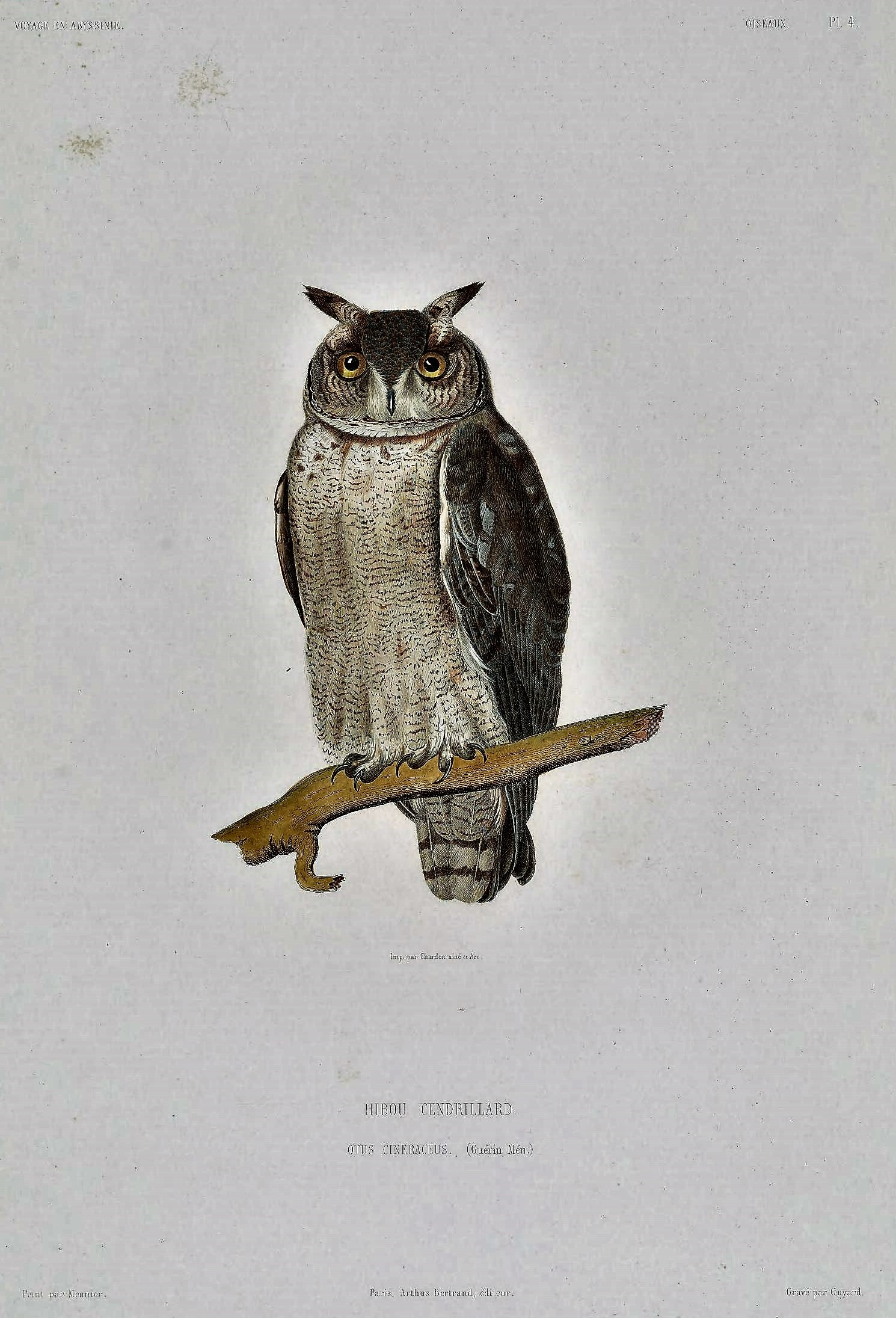
Grauuhu in Voyage en Abyssinie

## Publikationen (Auswahl)
- in Jean-Guillaume Audinet-Serville: Faune française, ou Histoire naturelle, générale et particulière des animaux qui se trouvent en France, constamment ou passagèrement, à la surface du sol, dans les eaux qui le baignent, et dans le lit. 5 (Insectes). F.-G. Leverault, Straßburg 1828 (gallica.bnf.fr – 1828–1835).
- in Alexandre Brongniart, Anselme Gaëtan Desmarest: Histoire naturelle des crustacés fossiles, sous les rapports zoologiques et géologiques. Les Trilobites, Les Crustacés proprement dits. F.-G. Levrault, Paris 1822 (biodiversitylibrary.org).
- in Adolphe Théodore Brongniart: Histoire des végétaux fossiles, ou, Recherches botaniques et géologiques sur les végétaux renfermés dans les diverses couches du globe (= Histoire Naturelle: Zoologie. Atlas). G. Dufour et Ed. d’Ocagne, Paris, Amsterdam 1828 (biodiversitylibrary.org).
- in Joseph Fortuné Théodore Eydoux, Louis François Auguste Souleyet: Voyage autour du Monde exécuté pendant les années 1836 et 1837 sur la Corvette La Bonite commandée Par M. Vaillant Capitaine de Vaisseau publié par Ordre du Gouvernement sous les auspices du département de la marine (= Histoire Naturelle: Zoologie. Atlas). Arthus-Bertrand, Paris 1841 (biodiversitylibrary.org – 1841–1852).
- in Marin Grostête de Tigny: Histoire naturelle des insectes, composée d’après Réamur, Geoffroy, Degeer, Roesel, Linnée, Fabricus, et les meilleurs ouvrages qui ont paru sur cette partie; rédigée suivant la méthode d’Olivier; avec des notes, plusieurs observations nouvelles, et des figures dessinées d’après nature. Band 7. L’Imprimerie Crapelet, Deterville, Paris 1802 (biodiversitylibrary.org).
- in Marin Grostête de Tigny: Histoire naturelle des insectes, composée d’après Réamur, Geoffroy, Degeer, Roesel, Linnée, Fabricus, et les meilleurs ouvrages qui ont paru sur cette partie; rédigée suivant la méthode d’Olivier; avec des notes, plusieurs observations nouvelles, et des figures dessinées d’après nature. Band 8. L’Imprimerie Crapelet, Deterville, Paris 1802 (biodiversitylibrary.org).
- in Marin Grostête de Tigny: Histoire naturelle des insectes, composée d’après Réamur, Geoffroy, Degeer, Roesel, Linnée, Fabricus, et les meilleurs ouvrages qui ont paru sur cette partie; rédigée suivant la méthode d’Olivier; avec des notes, plusieurs observations nouvelles, et des figures dessinées d’après nature. Band 9. L’Imprimerie Crapelet, Deterville, Paris 1802 (biodiversitylibrary.org).
- in Jean Vincent Félix Lamouroux, Anselme Gaëtan Desmarest: Œuvres complètes de Buffon avec les descriptions anatomiques de Daubenton, son collaboration. Nouvelle éd. Ladrange et Verdière, Paris 1832 (1824–1832).
- in Charlemagne Théophile Lefebvre: Voyage en Abyssinie exécuté pendant les années 1839, 1840, 1841, 1842, 1843 par une commision scientifique composée de MM. Théophile Lefebvre, Lieutenant de vaisseau, chevalier de la Légion d’honneur A. Petit et Quartin-Dillon, Docteur-Médicins, Naturaliste du Muséum, Vignaud, Dessinateur publié par ordre du Gouvernement sous les auspieces de M. le ministre de la marine (= Histoire Naturelle: Zoologie. Atlas). Arthus-Bertrand, Paris 1824 (biodiversitylibrary.org – 1839–1843).
- in Marie Jules César le Lorgne de Savigny: Description de l’Égypte ou recueil des observations et des recherches qui on été faites en l’Égypte pendant l‘expedition de l’armée francaise (= Histoire Naturelle: Planches, 95 Tafeln Kopffüßer (Christian-Didrick Forsell), Schnecken (Pierre Jean François Turpin, Prêtre und Turpin), Muscheln (Turpin, Jean-Baptiste Marie Huet, Huet & Turpin, Prêtre & Turpin, Prêtre, Turpin nach Pancrace Bessa), Ringelwürmer (Prêtre), Krebstiere (Huet, Prêtre), Spinnentiere (Jean-Baptiste Meunier, Meunier & Prêtre), Tausendfüßer (Prêtre), Heuschrecken (Prêtre, Meunier, Prêtre & Meunier), Netzflügler (Prêtre), Hautflügler (Meunier, Prêtre, Huet & Meunier, Huet, Prêtre & Huet, Prêtre & Meunier), Stachelhäuter (Huet, Turpin), Zoophyten (Prêtre), Seescheiden (Prêtre & Turpin), Polyp (Nesseltiere) (Prêtre, Turpin, Turpin nach Bessa, Prêtre & Turpin), Algen (Prêtre, Turpin). Band 2). Imprimerie Royal, Paris 1817 (gallica.bnf.fr).
- in Charles Henry Dessalines d’Orbigny: Dictionnaire universel d’histoire naturelle. Atlas: Zoologie – Race humaine, Mammiferes et Oiseaux. MM. Renard, Martinet etc cie, Paris 1849 (biodiversitylibrary.org).
- in Charles Henry Dessalines d’Orbigny: Dictionnaire universel d’histoire naturelle. Atlas: Zoologie – Myriapodes, Archnides, Crustacés, Cirrhipèdes, Vers, Mollusques, Zoophytes Botanique – Plantes Acotylédonées, Monocoltylédonées, Dicotylédonées. MM. Renard, Martinet etc cie, Paris 1849 (biodiversitylibrary.org).
- in Guillaume-Antoine Olivier: Entomologie ou histoire naturelle des insectes, avec leurs caractère générique et spécifiques, leurs description, leur synonymie, et leur figure enluminée (= Coléoptères. 8 (Planches-Genre 66 à 100)). Desray, Paris 1808 (biodiversitylibrary.org).